# Asparaginase
Asparaginase là một loại enzyme được sử dụng như một loại dược phẩm và cả trong sản xuất thực phẩm. Đây là một loại thuốc được sử dụng để điều trị bệnh bạch cầu nguyên bào cấp tính (ALL), bệnh bạch cầu myeloid cấp tính (AML), và u lympho không Hodgkin. Ta có thể tiêm enzyme này vào tĩnh mạch, cơ, hoặc dưới da. Một phiên bản được peg hóa (polymer, tan trong nước) cũng có sẵn. Trong sản xuất thực phẩm, nó được sử dụng để giảm lượng acrylamide.
Tác dụng phụ thường gặp khi sử dụng bằng cách tiêm bao gồm dị ứng, viêm tụy, các vấn đề về đông máu, đường huyết cao, các vấn đề về thận và rối loạn chức năng gan. Sử dụng trong thai kỳ cũng có thể gây hại cho em bé. Nhưng nếu dùng trong thực phẩm, enzyme này thường được công nhận là an toàn. Asparaginase hoạt động bằng cách phá vỡ amino acid với tên gọi là asparagine, không có asparagine thì các tế bào ung thư cũng không thể tạo ra protein.
Asparaginase đã được chấp thuận cho sử dụng y tế tại Hoa Kỳ vào năm 1978. Nó nằm trong Danh sách các loại thuốc Thiết yếu của Tổ chức Y tế Thế giới, cũng là loại thuốc hiệu quả và an toàn nhất cũng như thiết yếu trong một hệ thống y tế. Chi phí thương mãi ở các nước đang phát triển là khoảng 42,00 USD cho mỗi 10.000 chai IU. Số tiền này ở Vương quốc Anh có giá 613,00 bảng Anh. Ta thường thu loại thuốc này từ Escherichia coli hoặc Erwinia chrysanthemi.